# ميريت أسامة
ميريت أسامة (13 يناير 1988 -)، ممثلة مصرية.

## عن حياتها
هي نجلة الفنانة «شيرين» والمخرج «محمد أسامة» درست الإعلام والفلسفة. شهد عام 2008 أول ظهور لها على شاشة السينما من خلال فيلم «حسن ومرقص» للمخرج «رامي إمام». عملت أيضاً مع المخرج «عمرو عرفة» في فيلم «حلم عزيز» عام 2012. شهد دورها «نتاشا» في مسلسل «الرجل العناب» للمخرج «شادي علي» المعروض في رمضان 1434هـ - 2013م انطلاقاً ملحوظاً لها.

## أعمالها

### الأفلام
| سنة الإنتاج | الفيلم      | الدور |
| ----------- | ----------- | ----- |
| 2013        | هاتولي راجل | هند   |
| 2012        | حلم عزيز    | فريدة |
| 2008        | حسن ومرقص   | نانسي |

### المسلسلات
| سنة الإنتاج | المسلسل      | الدور |
| ----------- | ------------ | ----- |
| 2013        | الرجل العناب | نتاشا |

## وصلات خارجية
- ميريت أسامة على موقع قاعدة بيانات الأفلام العربية